# Thâm Thủy Bộ (quận)
Thâm Thủy Bộ (tiếng Trung: 深水埗區; Hán-Việt: Thâm Thủy Bộ Khu) là một trong 18 quận của Hồng Kông. Quận này bao gồm Thâm Thủy Bộ, Trường Sa Loan và Lệ Chi Giác của Tân Cửu Long, và đảo Ngang Thuyền Châu của Cửu Long. Dân số quận này là 353.550 người năm 2001. Quận này có dân số có tuổi cao thứ hai và thu nhập cao thứ ba của Hồng Kông.

## Các đơn vị hành chính
Thâm Thủy Bộ có các đơn vị hành chính:
- Trường Sa Loan 長沙灣
- Cửu Long Đường 九龍塘 (phía tây của Đông Thiết tuyến)
- Lệ Chi Giác 荔枝角
  - Mỹ Phu Tân Thôn 美孚新邨
- Thâm Thủy Bộ 深水埗
- Thạch Giáp Vĩ 石硤尾
- Tô Ốc 蘇屋
- Ngang Thuyền Châu 昂船洲 (không bao gồm khu vực lấn biển cho Cảng container số 8)
- Hựu Nhất Thôn 又一村

## Hình ảnh

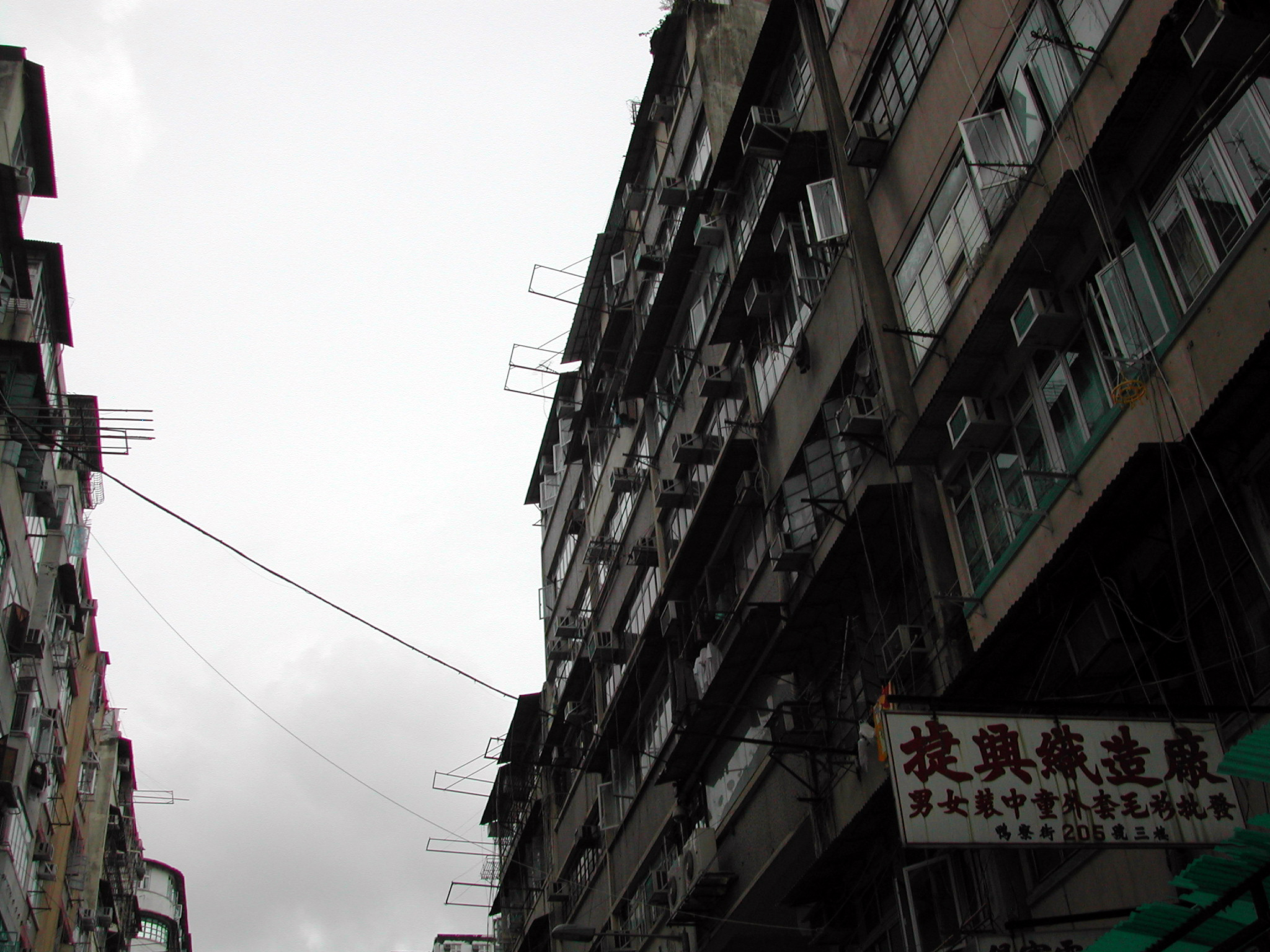
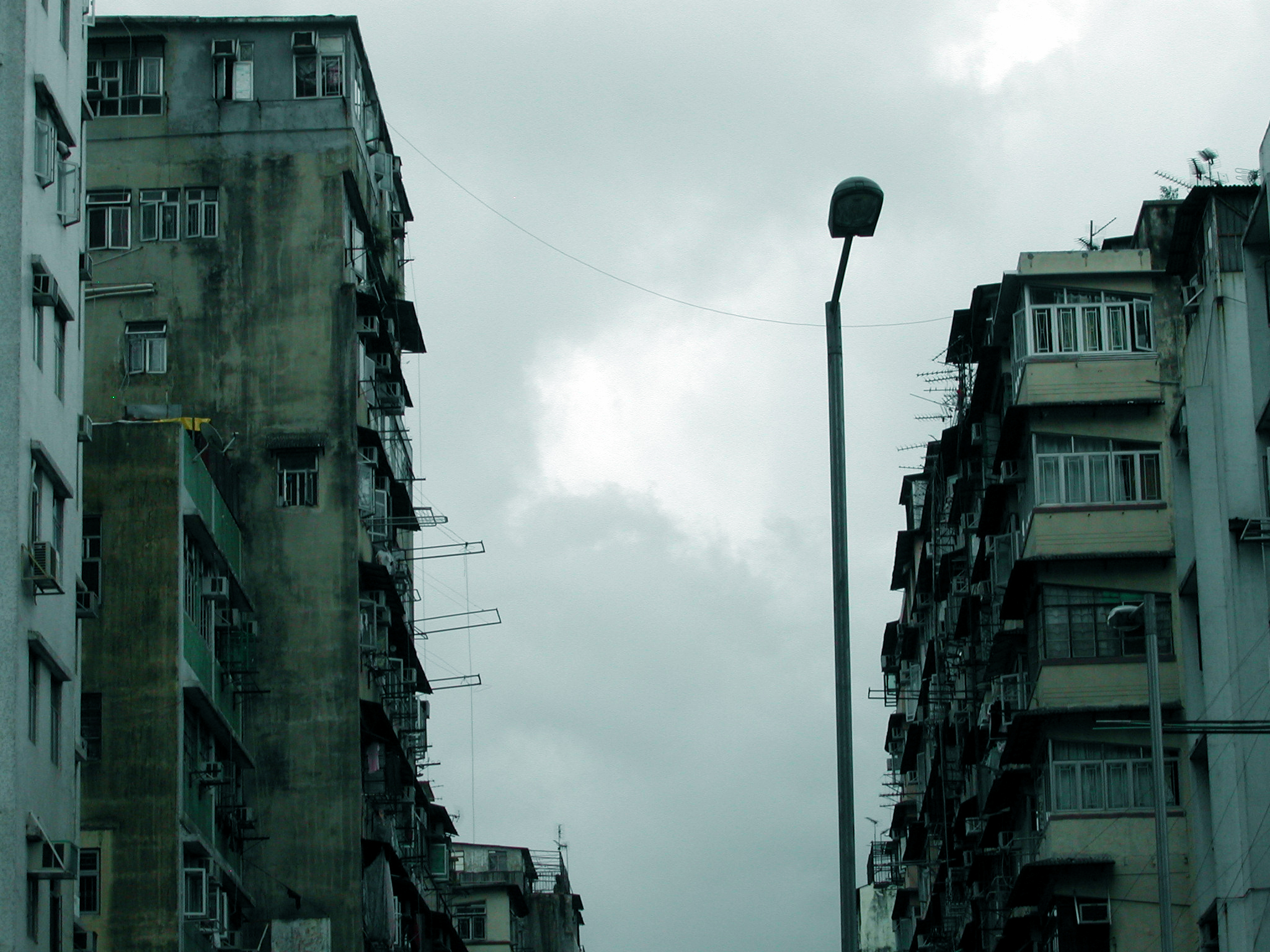
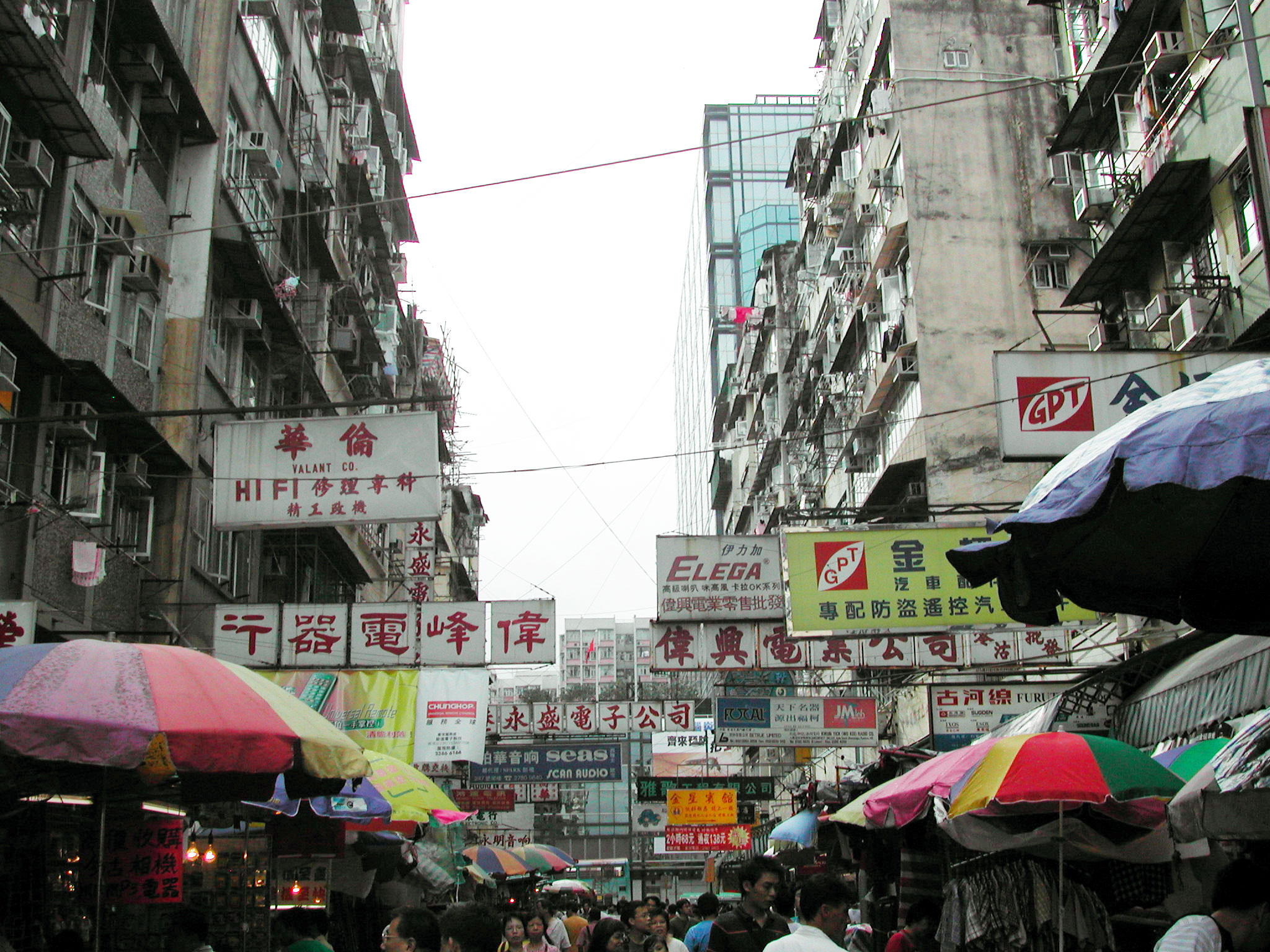
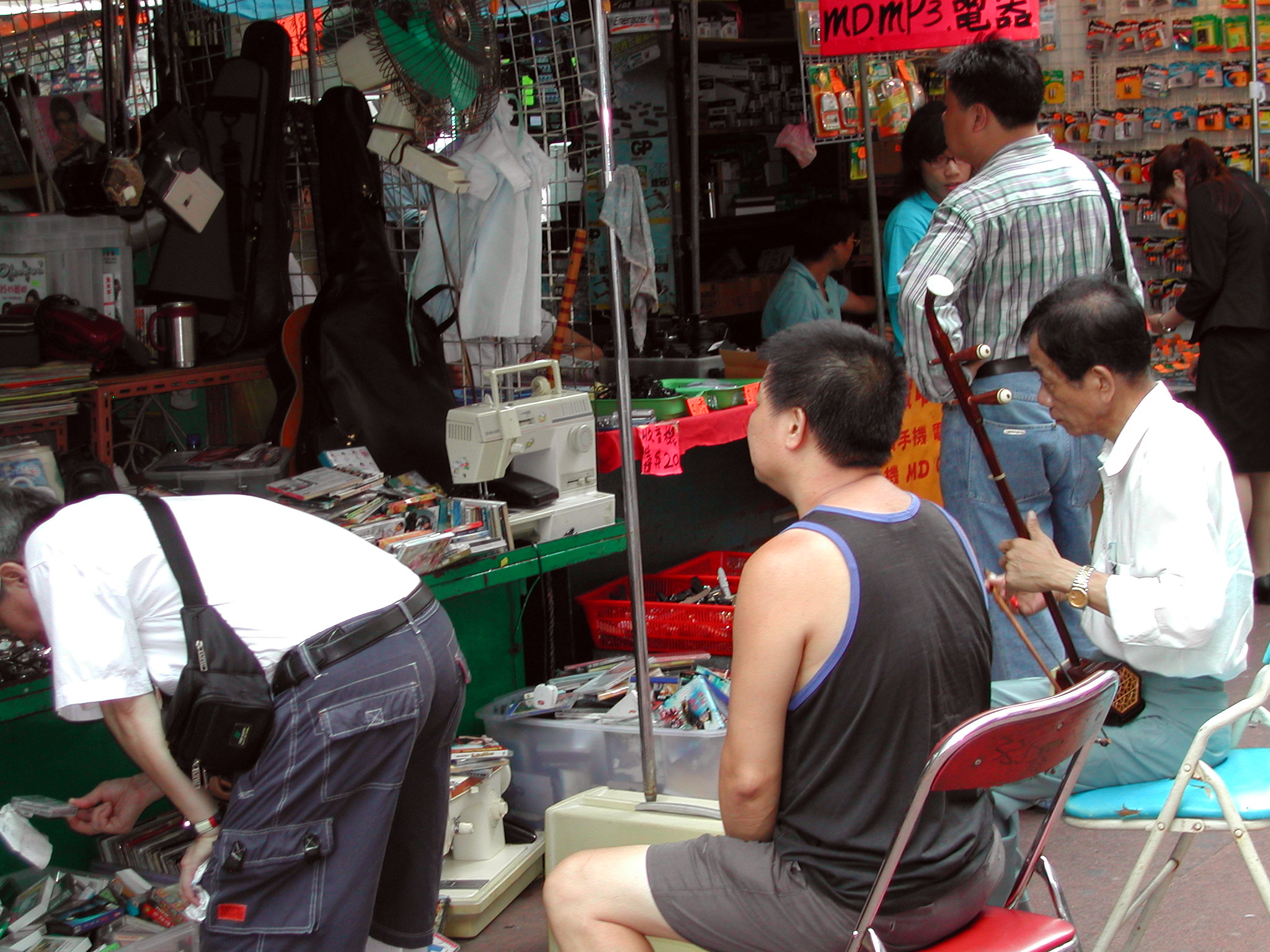
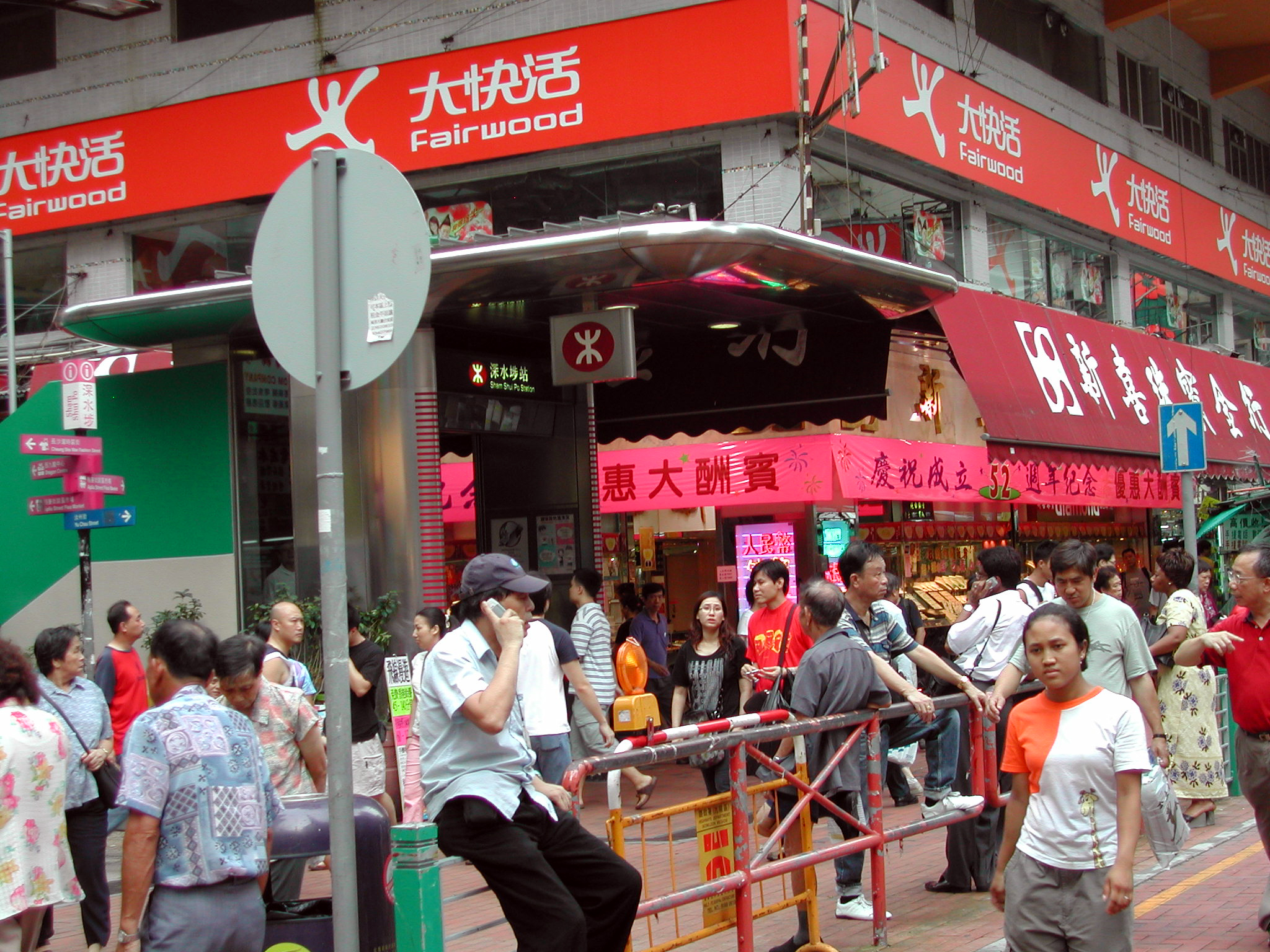
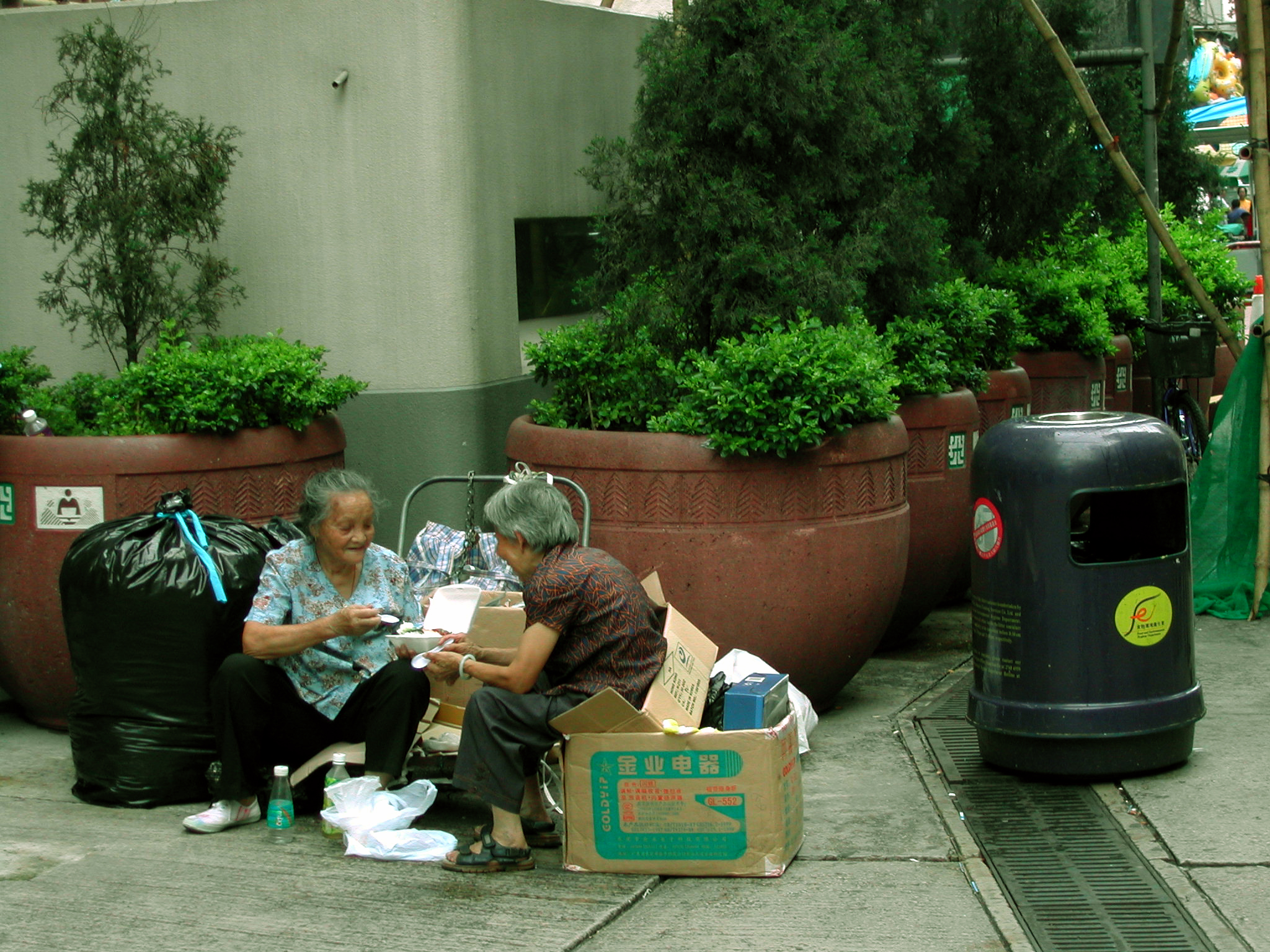
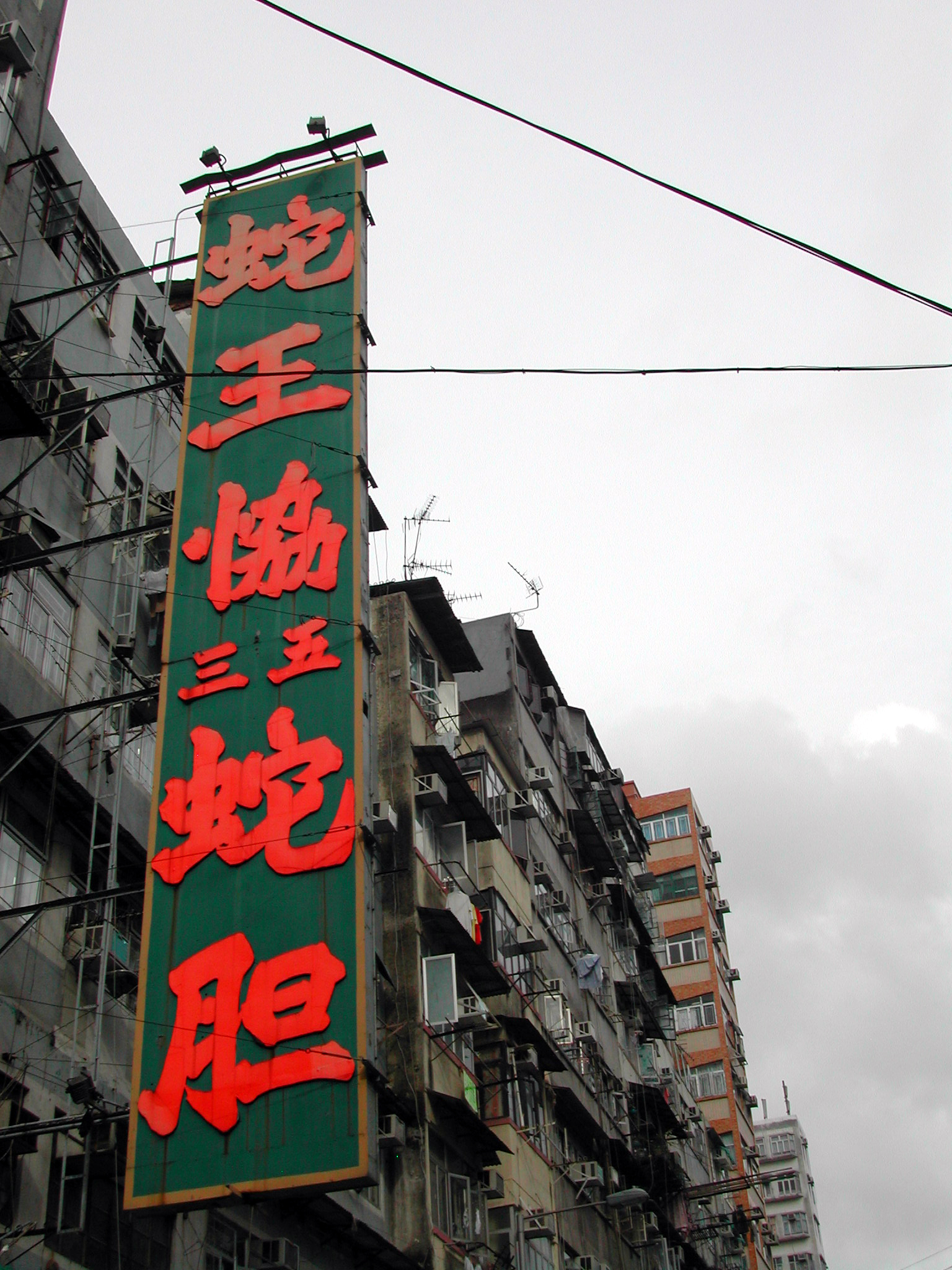
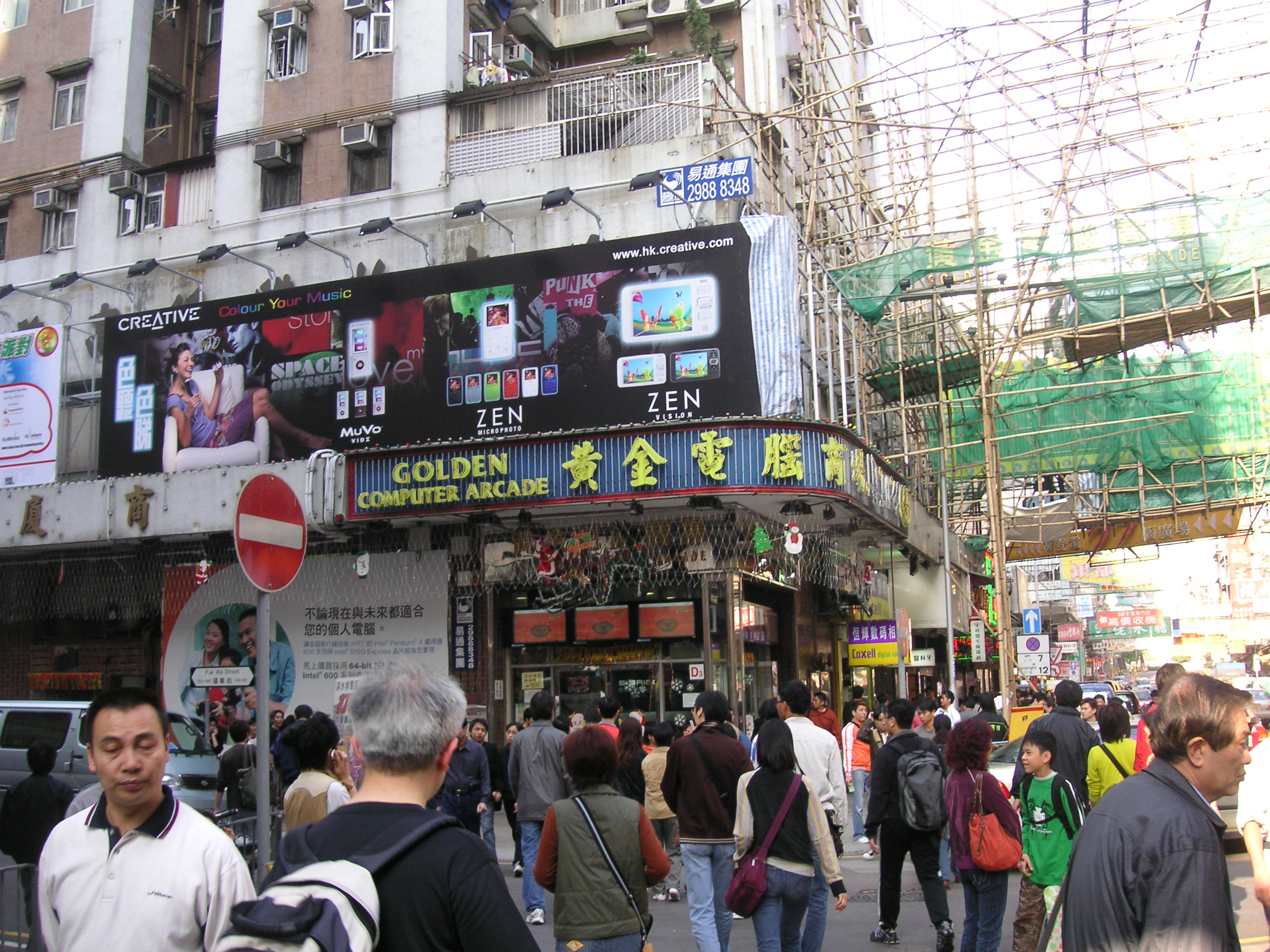
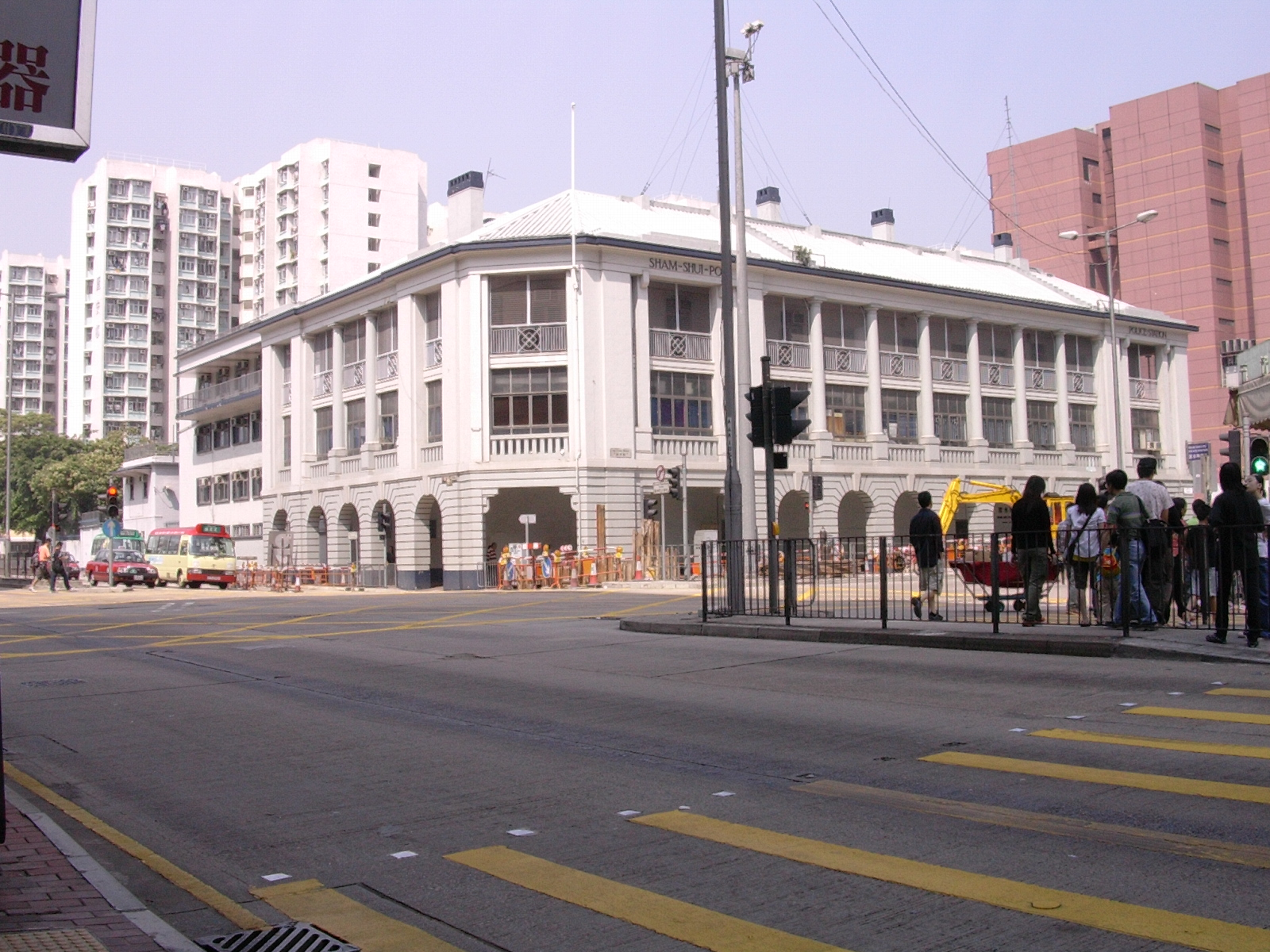
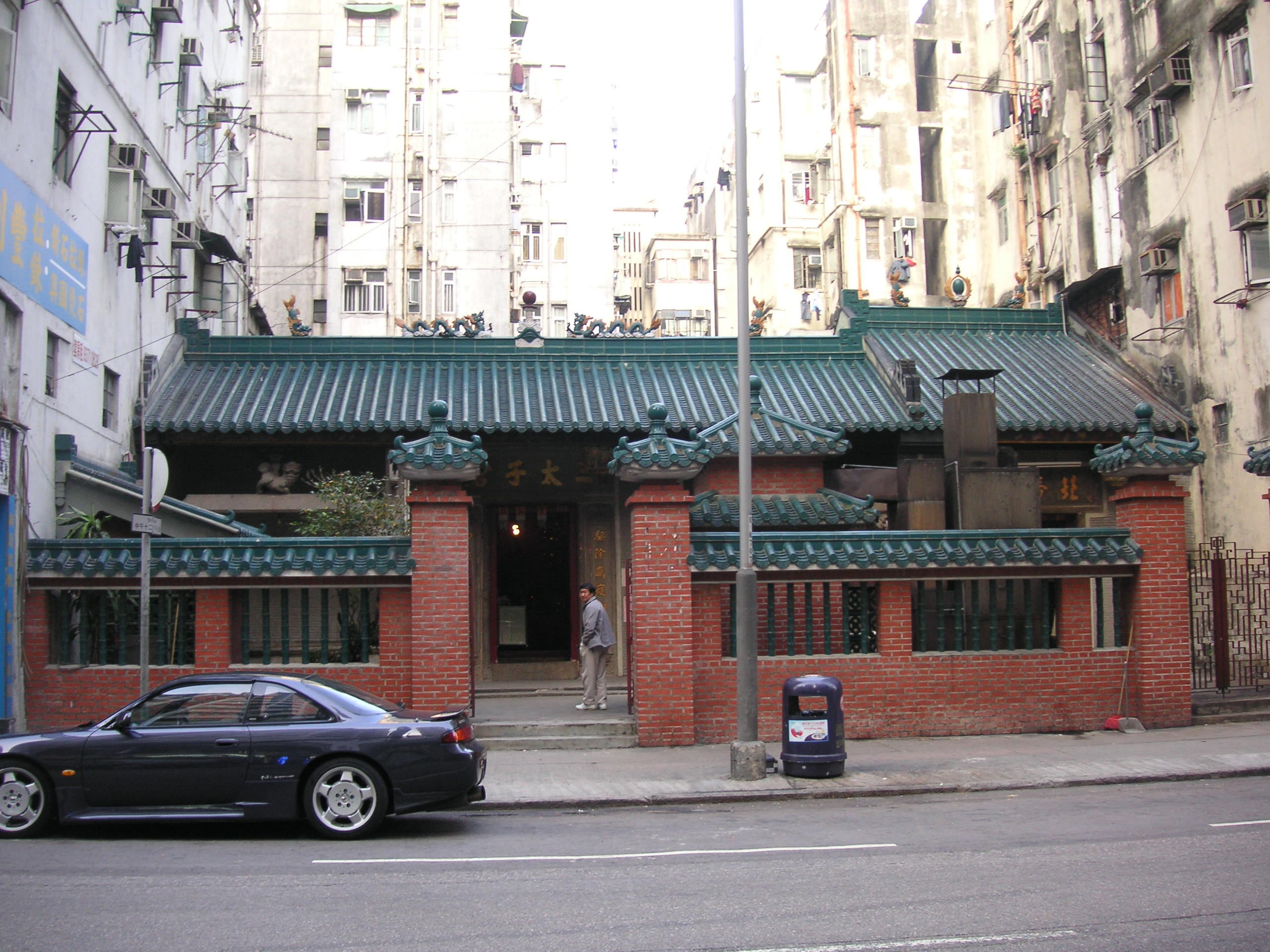